# Trekvogelreservaat Terra Nova
Het Trekvogelreservaat Terra Nova (Engels: Terra Nova Bird Sanctuary; Frans: Refuge d'oiseaux de Terra Nova) is een natuurreservaat ter bescherming van trekvogels in het oosten van Canada. Het grenst aan het gelijknamige nationaal park.

## Omschrijving
Het trekvogelreservaat bestaat uit twee van elkaar afgescheiden delen, namelijk twee grote zeearmen aan de oostkust van het eiland Newfoundland. Beide zeearmen gaan tot diep in het dichtbeboste Nationaal Park Terra Nova, al maken ze er als zeewater zijnde zelf officieel geen deel van uit.
In het noorden betreft het de Southwest Arm, een 5 km lange zij-arm van de Northeast Arm. Ook de Broad Cove, die beide zeearmen met elkaar verbindt, behoort onafgebroken tot dit reservaatsgedeelte.
Het andere deel van het reservaat bestaat uit de achterste 6 km van de nog veel langere Newman Sound. De twee zeearmen liggen ruim 6 km van elkaar verwijderd, zijn beide relatief ondiep en hebben allebei noemenswaardige intergetijdengebieden.

## Vogels
Vergeleken met andere Canadese trekvogelreservaten is het totale aantal vogels in Terra Nova vrij beperkt. Het is vooral het groot aantal verschillende soorten dat het gebied belangrijk maakt. Ruim 30 soorten worden er frequent gespot.
Vooral tijdens de jaarlijkse herfstmigratie maken er veel trekvogels gebruik van het reservaat, waaronder honderden Canadese ganzen, Amerikaanse zwarte eenden, brilduikers en zaagbekken.

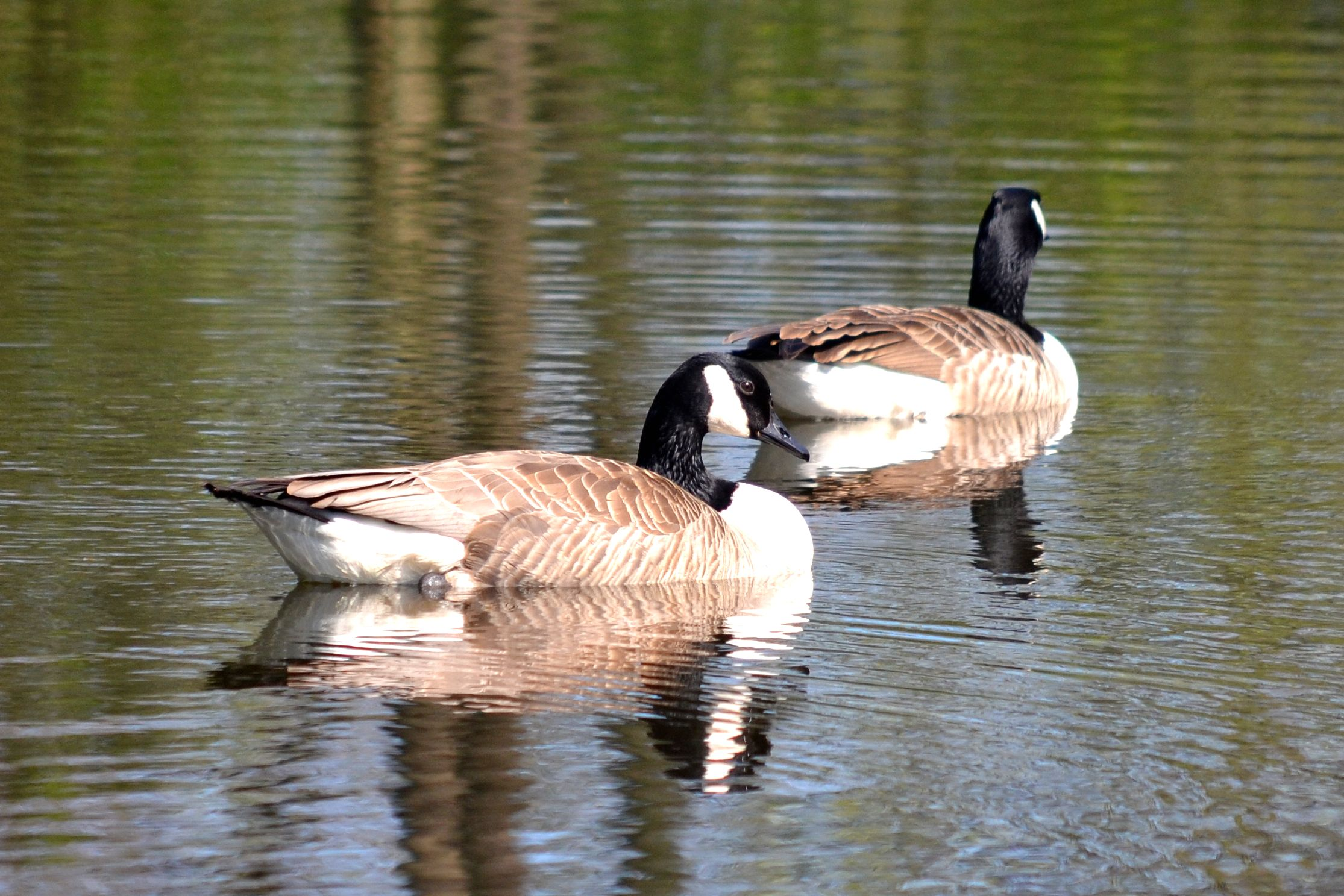
Twee Canadese ganzen
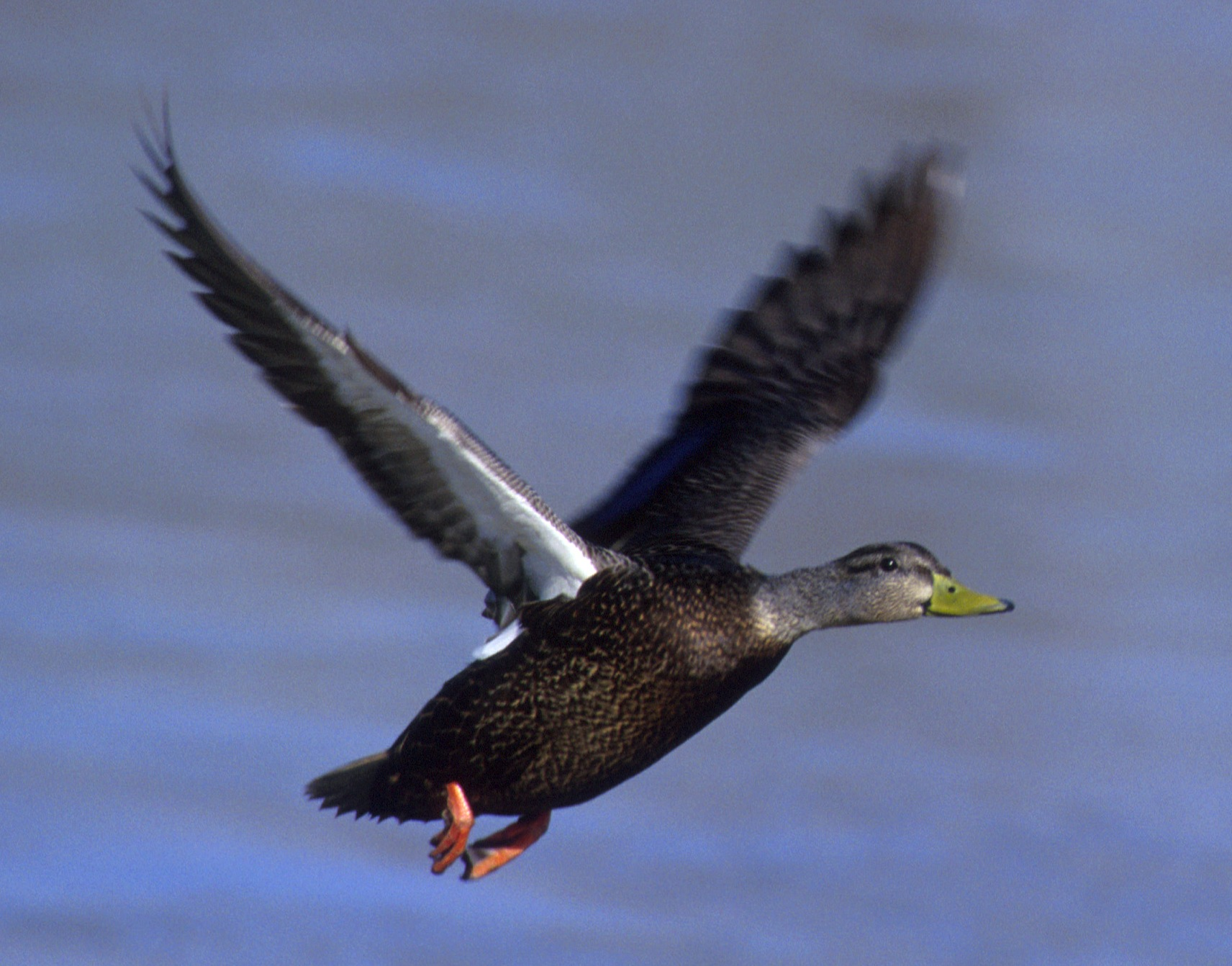
Een Amerikaanse zwarte eend
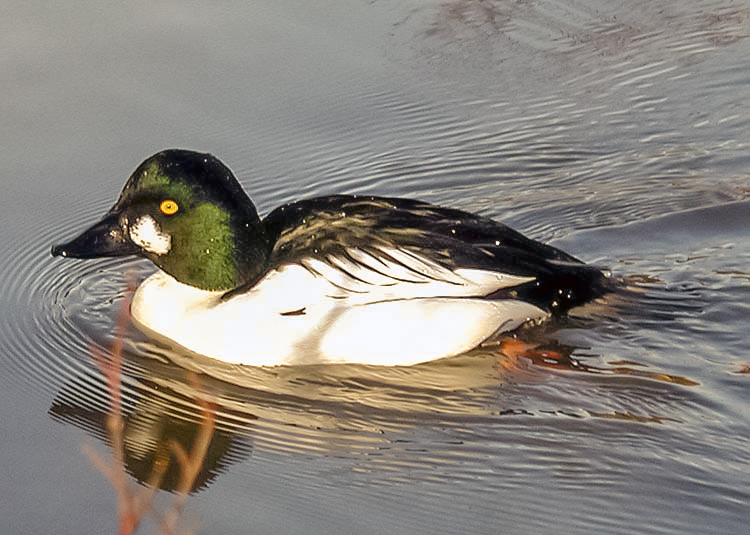
Een zwemmende brilduiker

## Bezoek
Er zijn wandelingen doorheen het nationaal park die de oevers van beide zeearmen aandoen. Daarenboven ligt er aan de oevers van iedere zeearm een kampeerterrein en ligt het bezoekerscentrum van het Nationaal Park Terra Nova aan de oevers van het beschermde deel van Newman Sound.